# Frösåkers tingslag
 Frösåkers tingslag var ett tingslag i Stockholms län och i Norra Roslags domsaga. 
Tingslaget bildades 1680 och upphörde 1 januari 1948 då den uppgick i Norra Roslags domsagas tingslag. Edebo socken/landskommun övergick dock 1918 i Väddö och Närdinghundra tingslag.

## Ingående områden
Tingslaget omfattade Frösåkers härad.